# Neocnus
Neocnus — це вимерлий рід наземних лінивців, види якого поширювалися на Кубі та Еспаньйолі. Неокнус нагадував би типового наземного лінивця, хоча він був значно меншим, з довшим хвостом і широким тулубом, а також з гнучкими кінцівками та довгими кігтями. Цей лінивець був відомий тим, що мав широкі хвостові хребці, рису, спільну з іншими наземними лінивцями, що вказує на те, що ця тварина, як і сучасний таманду, ймовірно, використовувала свій хвіст, щоб стояти вертикально. Іклоподібні зуби Neocnus були великими і трикутними, а його череп був глибоким і мав великий сагітальний гребінь, який, якщо використовувати його з глибокою нижньою щелепою, ймовірно, дозволяв сильне напруження жувальних м'язів. 
Скам'янілості цього лінивця були знайдені в печерних відкладеннях Гаїті. Вони були датовані аж до 4391 до н. е., відкалібровані до ≈ 5000 до н. е.. Є теорія, що на цього лінивця, як і на інших антильських лінивців, корінні жителі Карибського басейну ймовірно полювали до вимирання заради його шкури та м’яса. Підозрюється, що Neocnus був напівдеревним.